# Отражение (группа)
Отражение — советская и российская рок-группа из Новоуральска. Лидер группы — Сергей Кондаков. Первоначально группа играла бит, но наибольшую известность приобрела, играя смесь «новой волны» и пост-панка. Одна из наиболее выдающихся групп Свердловского рок-клуба.

## История
Ранее в 1974 году состав организовал группу «Альтаир», играли Битлз.
В 1976 Сергей Кондаков организовал группу «Рефлекшнз», которая исполняла песни на русском и иностранных языках. В группу пришел клавишник Владимир Филиппов (Фил).
В начале декабря 1979 года «Отражение» выступали на УПИйской сцене. 
К 1984 году имели в активе около десяти альбомов. В этом же году Филиппов увлёкся «арт-роком».
В 1985 году оформился классический состав «Отражения»: Кондаков, Филиппов, Андрей Коняхин, ранее игравший на клавишных и кларнете в составе группы «Затянувшееся ожидание», Саша Каменецкий из ансамбля «Арахис». Кондаков играл на гитаре, передав бас Коняхину. Альбом «Другая игра» был написан в жанрах «постпанк» и «новая волна», автором текстов к которому стал коллега Евгений Карзанов. Его продолжил «Излом» (1987). Альбом «Членский взнос» считается политизированным (1988), с ним группа выступила на третьем рок-фестивале СРК. Им выпало играть перед «Наутилусом». 
Лирический герой песен «Отражения» (по Кондакову) «средний», рождённый в СССР, не претендующий на роль пророка человек с деформированным сознанием и душевным беспорядком, пытающийся отстоять свои права под натиском различного рода реалий жизни. 
Группа много гастролировала, выступала на разного рода фестивалях, в том числе на «Интершансе» в 1988 году, где из 600 заявок для показа западным менеджерам были выбраны 60, в том числе: «Отражение», «Апрельский марш», «Сфинкс» и «Агата Кристи». В 1990-х годах группа приняла участие в акции «Рок чистой воды». В том же году Сергей Кондаков делал сольные программы. 7 июля 2007 года Сергей Кондаков скончался, ему было 50.
20 июля 2013 года умер Александр Каменецкий, ему было 55.

## Участие в акциях, фестивалях
- 1986 год — Команда вошла в образовавшийся состав Свердловского рок-клуба.
- 1986 год  — Открытие Свердловского рок-клуба.
- 1987 год —  Участие в благотворительных концертах в Фонд детских домов г. Свердловска.
- 1987 год — Второй фестиваль СРК.
- 1988 год — Третий фестиваль СРК — «Отражение» заняло II место.
- 1988 год — Выступление на московских фестивалях «Интершанс».
- 1988 год — «Рок за демократию».
- 1989 год — Четвёртый фестиваль СРК.
- 1989 год — Группа стала лауреатом ленинградского фестиваля «Рок-Аврора».
- 1990 год — Участие в передвижном фестивале «Рок чистой воды»
- 1990 год — Участие в концерте, посвящённом четвёртой годовщине Свердловского Рок-клуба.
- 1992 год — Участие в концерте Open - air в Новоуральске.
- 1993 год — Участие в концерте в ДК им. С. П. Горбунова, посвященном 10-летию «НАУТИЛУС ПОМПИЛИУС».
- 1994 год — Участие в фестивале в Минске «Сердитый праздник».
- 1995 год — Участие в ККТ «Космос» в благотворительной акции «За чистый звук».

## Состав группы

Шарж на группу работы Александра Каменецкого

- Сергей Кондаков : вокал, бас-гитара, гитара, музыка 1974—2007
- Александр Завада : вокал,гитара, музыка 1974—1980
- Александр Каменецкий : ударные, текст 1985—1996
- Леонид Рукавишников : бас-гитара, бэк-вокал 1991—1992
- Владимир Филиппов : клавиши 1977—1990
- Вадим Калашников : барабаны, бэк-вокал 1974—1985
- Андрей Коняхин : бас-гитара, бэк-вокал 1985—1990
- Александр Козлов : бас-гитара, бэк-вокал 1992—1994
- Андрей Голиков : саксофон 1988—1990
- Сергей Крайнов : звукорежиссёр 1985
- Валерий Жутин : звукорежиссёр 1985—1990
- Дмитрий Иванча : звукорежиссёр … — 1985

экс-музыканты «Насти»
- Андрей Васильев : гитара 1996—2000
- Андрей Коломеец : ударные 1996—2000
- Вадим Шавкунов : бас 1996—2000
- Александр Васильев : клавишные 1996 — 2000

сессионные музыканты :
- Василий Кашин : саксофон (LP «Песни Юных Женщин» 1990 г.)

авторы текстов:
- Евгений Карзанов : тексты
- Борис Катц : LP «Песни юных женщин»
- Пётр Сытенков : тексты
- Александр Каменецкий : альбом «Теплая волна»
- Глеб Самойлов : тексты
- Евгений Кормильцев : тексты

## Дискография
«Отражение» — одна из первых групп в уральском регионе начала делать домашние «студийные» записи.
- Путь голубой звезды (1974-77)
- 13 (1977)
- Дорога в небо (1978)
- Кривые зеркала (1978)
- Факир (1979)
- Прыжок в никуда (1979)
- Маразм (или куча щебня) (1980)
- Песочные часы (1980)
- Горячая неделя (1980)
- Микроскоп (1980)
- Голубая сказка № 28 (1980)
- Лимонад (1983) (не распространялся)
- Другая игра (1986) (автор текстов — Евгений Карзанов)
- Излом (1987) (автор текстов — Пётр Сытенков)
- Членский взнос (1988)
- Песни юных женщин (1989). Автор текстов — Борис Катц.

"Фирма «En Face Tutti Records» выпустила очередной диск из серии — «Антология уральского рока». Под цифрой «6» в этой серии в CD-формате вышел альбом группы «Отражение» «Песни юных женщин». Альбом был записан в 1990 году на ленинградской (в то время) студии ЛДМ. Спустя год на фирме «Мелодия» вышел виниловый диск с одноименным названием. Альбом был записан в рекордные сроки: за 60 часов, 15 из которых ушли на сведение материала. Прелесть пластинки — живой гитарный саунд и удачное сочетание текста с музыкой. Цельность альбома, качество записи и, конечно же, достойное место «Отражения» в ряду свердловских рок-групп сыграло «за» внесение группы в анналы CD-«Антологии» уральского рока. Что и было сделано в 1996 году на екатеринбургской студии «Tutti Records»."
- Тёплая волна (1992).

В 1992 году на питерской студии «Церковь» (бывший филиал фирмы «Мелодия») был записан альбом «Теплая волна» (текст — Евгений Кормильцев и Александр Каменецкий). В составе: Сергей Кондаков — вокал, гитара; Александр Каменецкий — барабаны; Леонид Рукавишников (бас-гитара). Планировалось, что запись ляжет в основу виниловой пластинки, но этот проект не был осуществлён.